# Pelota basca nos Jogos Pan-Americanos de 2019 - Pelota de goma frontón individual masculino
A categoria pelota de goma frontón individual masculino foi disputada nas competições da pelota basca nos Jogos Pan-Americanos de 2019, em Lima. Foi realizada em Villa María del Triunfo de 4 a 10 de agosto.

## Calendário
Horário local (UTC-5).
| Data         | Horário | Fase                |
| ------------ | ------- | ------------------- |
| 4 de agosto  | 15:28   | Fase de grupos      |
| 9 de agosto  | 14:01   | Semifinais          |
| 10 de agosto | 13:01   | Disputa pelo bronze |
| 10 de agosto | 13:49   | Final               |

## Medalhistas
| Ouro   | MEX Arturo Rodríguez   |
| Prata  | ARG Facundo Andreasen  |
| Bronze | CUB Alejandro González |

## Resultados

### Fase preliminar
A fase preliminar consistiu em dois grupos em que cada atleta enfrentava os adversários do seu grupo uma vez. Ao fim desta fase, os dois primeiros de cada grupo passaram às semifinais, seguido da disputa por medalhas. 

#### Grupo A
| Pos | Equipe                              | J | V | D | GP  | GC  | SG  | Pts |
| --- | ----------------------------------- | - | - | - | --- | --- | --- | --- |
| 1   | México (MEX) Arturo Rodriguez       | 4 | 4 | 0 | 120 | 32  | +88 | 12  |
| 2   | Uruguai (URU) Braian Ramirez Mesa   | 4 | 3 | 1 | 97  | 60  | +37 | 10  |
| 3   | Guatemala (GUA) Juan Blas Fernandez | 4 | 2 | 2 | 77  | 100 | −23 | 8   |
| 4   | Venezuela (VEN) Jaime Vera          | 4 | 1 | 3 | 77  | 119 | −42 | 6   |
| 5   | Estados Unidos (USA) Rolando Tejeda | 4 | 0 | 4 | 65  | 125 | −60 | 4   |

Horário local (UTC-5).
| 4 de agosto 15:28 Relatório | Arturo Rodriguez | 2–0 | Jaime Vera | Centro de Esportes de Villa María del Triunfo Árbitro(s): Roberto Andrés Caballero (CHI) |
| 4 de agosto 15:28 Relatório | (15–4, 15–3)     |     |            | Centro de Esportes de Villa María del Triunfo Árbitro(s): Roberto Andrés Caballero (CHI) |

| 4 de agosto 16:55 Relatório | Braian Ramirez Mesa | 2–0 | Rolando Tejeda | Centro de Esportes de Villa María del Triunfo Árbitro(s): Roberto Andrés Jara (CHI) |
| 4 de agosto 16:55 Relatório | (15–4, 15–4)        |     |                | Centro de Esportes de Villa María del Triunfo Árbitro(s): Roberto Andrés Jara (CHI) |

| 5 de agosto 16:11 Relatório | Arturo Rodriguez | 2–0 | Braian Ramirez Mesa | Centro de Esportes de Villa María del Triunfo Árbitro(s): Jorge Luis Balbi (ARG) |
| 5 de agosto 16:11 Relatório | (15–3, 15–4)     |     |                     | Centro de Esportes de Villa María del Triunfo Árbitro(s): Jorge Luis Balbi (ARG) |

| 5 de agosto 17:44 Relatório | Jaime Vera     | 0-2 | Juan Blas Fernandez | Centro de Esportes de Villa María del Triunfo Árbitro(s): Jorge Luis Balbi (ARG) |
| 5 de agosto 17:44 Relatório | (10-15, 10-15) |     |                     | Centro de Esportes de Villa María del Triunfo Árbitro(s): Jorge Luis Balbi (ARG) |

| 6 de agosto 14:26 Relatório | Rolando Tejeda       | 1-2 | Jaime Vera | Centro de Esportes de Villa María del Triunfo Árbitro(s): Alfonso Franco Romero (CHI) |
| 6 de agosto 14:26 Relatório | (12-15, 15-10, 2-10) |     |            | Centro de Esportes de Villa María del Triunfo Árbitro(s): Alfonso Franco Romero (CHI) |

| 6 de agosto 16:03 Relatório | Juan Blas Fernandez | 0-2 | Arturo Rodriguez | Centro de Esportes de Villa María del Triunfo Árbitro(s): Roberto Andrés Jara (CHI) |
| 6 de agosto 16:03 Relatório | (6-15, 4-15)        |     |                  | Centro de Esportes de Villa María del Triunfo Árbitro(s): Roberto Andrés Jara (CHI) |

| 7 de agosto 14:02 Relatório | Arturo Rodriguez | 2-0 | Rolando Tejeda | Centro de Esportes de Villa María del Triunfo Árbitro(s): Dardo Heber Ferreira (URU) |
| 7 de agosto 14:02 Relatório | (15-3, 15-5)     |     |                | Centro de Esportes de Villa María del Triunfo Árbitro(s): Dardo Heber Ferreira (URU) |

| 7 de agosto 15:02 Relatório | Braian Ramirez Mesa | 2-0 | Juan Blas Fernandez | Centro de Esportes de Villa María del Triunfo Árbitro(s): Andrés Emilio Caballero (CUB) |
| 7 de agosto 15:02 Relatório | (15-5, 15-2)        |     |                     | Centro de Esportes de Villa María del Triunfo Árbitro(s): Andrés Emilio Caballero (CUB) |

| 8 de agosto 15:51 Relatório | Jaime Vera    | 0-2 | Braian Ramirez Mesa | Centro de Esportes de Villa María del Triunfo Árbitro(s): Roberto Andrés Jara (CHI) |
| 8 de agosto 15:51 Relatório | (12-15, 3-15) |     |                     | Centro de Esportes de Villa María del Triunfo Árbitro(s): Roberto Andrés Jara (CHI) |

| 8 de agosto 17:32 Relatório | Rolando Tejeda | 0-2 | Juan Blas Fernandez | Centro de Esportes de Villa María del Triunfo Árbitro(s): Dardo Heber Ferreira (URU) |
| 8 de agosto 17:32 Relatório | (8-15, 12-15)  |     |                     | Centro de Esportes de Villa María del Triunfo Árbitro(s): Dardo Heber Ferreira (URU) |

#### Grupo B
| Pos | Equipe                            | J | V | D | GP  | GC  | SG  | Pts |
| --- | --------------------------------- | - | - | - | --- | --- | --- | --- |
| 1   | Argentina (ARG) Facundo Andreasen | 4 | 4 | 0 | 120 | 32  | +88 | 12  |
| 2   | Cuba (CUB) Alejandro González     | 4 | 3 | 1 | 97  | 60  | +37 | 10  |
| 3   | Peru (PER) Rodrigo Carrasco Pro   | 4 | 2 | 2 | 77  | 100 | −23 | 8   |
| 4   | El Salvador (ESA) Efrain Segura   | 4 | 1 | 3 | 77  | 119 | −42 | 6   |
| 5   | Chile (CHI) Martín Letelier       | 4 | 0 | 4 | 65  | 125 | −60 | 4   |

Horário local (UTC-5).
| 4 de agosto 16:01 Relatório | Facundo Andreasen | 2-0 | Alejandro González | Centro de Esportes de Villa María del Triunfo Árbitro(s): Pedro López (MEX) |
| 4 de agosto 16:01 Relatório | (15-14, 15-8)     |     |                    | Centro de Esportes de Villa María del Triunfo Árbitro(s): Pedro López (MEX) |

| 4 de agosto 17:28 Relatório | Rodrigo Carrasco Pro | 2-0 | Martín Letelier | Centro de Esportes de Villa María del Triunfo Árbitro(s): Andrés Emilio Caballero (CUB) |
| 4 de agosto 17:28 Relatório | (15-5, 15-10)        |     |                 | Centro de Esportes de Villa María del Triunfo Árbitro(s): Andrés Emilio Caballero (CUB) |

| 5 de agosto 16:55 Relatório | Facundo Andreasen | 2-0 | Rodrigo Carrasco Pro | Centro de Esportes de Villa María del Triunfo |
| 5 de agosto 16:55 Relatório | (15-7, 15-9)      |     |                      | Centro de Esportes de Villa María del Triunfo |

| 5 de agosto 18:23 Relatório | Alejandro González | 2-0 | Efrain Segura | Centro de Esportes de Villa María del Triunfo Árbitro(s): Pedro López (MEX) |
| 5 de agosto 18:23 Relatório | (15-9, 15-4)       |     |               | Centro de Esportes de Villa María del Triunfo Árbitro(s): Pedro López (MEX) |

| 6 de agosto 15:26 Relatório | Martín Letelier | 0-2 | Alejandro González | Centro de Esportes de Villa María del Triunfo Árbitro(s): Jorge Luis Balbi (ARG) |
| 6 de agosto 15:26 Relatório | (4-15, 5-15)    |     |                    | Centro de Esportes de Villa María del Triunfo Árbitro(s): Jorge Luis Balbi (ARG) |

| 6 de agosto 16:36 Relatório | Efrain Segura | 0-2 | Facundo Andreasen | Centro de Esportes de Villa María del Triunfo Árbitro(s): Roberto Andrés Jara (CHI) |
| 6 de agosto 16:36 Relatório | (2-15, 1-15)  |     |                   | Centro de Esportes de Villa María del Triunfo Árbitro(s): Roberto Andrés Jara (CHI) |

| 7 de agosto 14:31 Relatório | Facundo Andreasen | 2-0 | Martín Letelier | Centro de Esportes de Villa María del Triunfo Árbitro(s): Andrés Emilio Caballero (CUB) |
| 7 de agosto 14:31 Relatório | (15-0, 15-1)      |     |                 | Centro de Esportes de Villa María del Triunfo Árbitro(s): Andrés Emilio Caballero (CUB) |

| 7 de agosto 15:46 Relatório | Rodrigo Carrasco Pro | 2-0 | Efrain Segura | Centro de Esportes de Villa María del Triunfo Árbitro(s): Alfonso Franco Romero (CHI) |
| 7 de agosto 15:46 Relatório | (15-0, 15-4)         |     |               | Centro de Esportes de Villa María del Triunfo Árbitro(s): Alfonso Franco Romero (CHI) |

| 8 de agosto 16:35 Relatório | Alejandro González | 2-0 | Rodrigo Carrasco Pro | Centro de Esportes de Villa María del Triunfo Árbitro(s): Pedro López (MEX) |
| 8 de agosto 16:35 Relatório | (15-13, 15-10)     |     |                      | Centro de Esportes de Villa María del Triunfo Árbitro(s): Pedro López (MEX) |

| 8 de agosto 18:10 Relatório | Martín Letelier | 0-2 | Efrain Segura | Centro de Esportes de Villa María del Triunfo Árbitro(s): Pedro López (MEX) |
| 8 de agosto 18:10 Relatório | (6-15, 14-15)   |     |               | Centro de Esportes de Villa María del Triunfo Árbitro(s): Pedro López (MEX) |

### Semifinais
| 9 de agosto 14:01 Relatório | Arturo Rodriguez | 2-0 | Alejandro González | Centro de Esportes de Villa María del Triunfo Árbitro(s): Dardo Heber Ferreira (URU) |
| 9 de agosto 14:01 Relatório | (15-5, 15-4)     |     |                    | Centro de Esportes de Villa María del Triunfo Árbitro(s): Dardo Heber Ferreira (URU) |

| 9 de agosto 14:35 Relatório | Facundo Andreasen | 2-0 | Braian Ramirez Mesa | Centro de Esportes de Villa María del Triunfo Árbitro(s): Roberto Andrés Jara (CHI) |
| 9 de agosto 14:35 Relatório | (15-8, 15-0)      |     |                     | Centro de Esportes de Villa María del Triunfo Árbitro(s): Roberto Andrés Jara (CHI) |

### Disputa do bronze
| 10 de agosto 13:01 Report | Alejandro González | 2-0 | Braian Ramirez Mesa | Centro de Esportes de Villa María del Triunfo Árbitro(s): Pedro López (MEX) |
| 10 de agosto 13:01 Report | (15-7, 15-7)       |     |                     | Centro de Esportes de Villa María del Triunfo Árbitro(s): Pedro López (MEX) |

### Disputa do ouro
| 10 de agosto 13:49 Relatório | Arturo Rodriguez    | 2-1 | Facundo Andreasen | Centro de Esportes de Villa María del Triunfo Árbitro(s): Andrés Emilio Caballero |
| 10 de agosto 13:49 Relatório | (12-15, 15-9, 10-7) |     |                   | Centro de Esportes de Villa María del Triunfo Árbitro(s): Andrés Emilio Caballero |